# Lindsey Stirling (album)
Lindsey Stirling – debiutancki album skrzypaczki Lindsey Stirling, która zdobyła popularność w programie America’s Got Talent oraz poprzez działalność na serwisie YouTube.

## O albumie
Praca nad albumem trwała niemal przez dwa lata po udziale Lindsey Stirling w America’s Got Talent. Finalnie wydany został w 2012 roku. Chociaż artystka w dużej mierze znana jest głównie z coverów, album jest niemal w całości złożony z jej oryginalnych kompozycji ukazujących Stirling grającą na skrzypcach. Każdy z utworów znajdujący się na płycie, jest wspierany przez elektroniczne brzmienie stworzone również przez Lindsey oraz jej producentów muzycznych. Album osiągnął siedemdziesiąte dziewiąte miejsce w notowaniu ogólnym Billboard 200 będąc również na czołowych miejscach list przebojów Dance/Electronic Albums oraz Classical Albums również prowidowanych przez magazyn Billboard. Płyta osiągnęła również wiele w krajach europejskich. Utrzymywała się na jednych z pierwszych pięciu miejsc notowań w Niemczech, Austrii oraz Szwajcarii. W Polsce w notowaniach OLiS zajmowała kolejno miejsca 10 oraz 39, co jest bardzo wysokim wynikiem. W kwietniu 2013 płyta sprzedawała się w nakładzie 108,000 sztuk. 29 października 2013 roku album został ponownie wydany w USA z dwoma dodatkowymi utworami jako Edycja Deluxe. Istnieje również wersja z 3 utworami specjalnymi rozprowadzana w USA przez Target.com. W Polsce Edycja Deluxe wydana została 3 grudnia 2013, zawierając 5 bonusowych piosenek.
W dniu 29 października 2013 roku, debiutancki album studyjny Lindsey Stirling został ponownie wydany w USA, prawie rok po pierwszym oficjalnym wydaniu. Druga wersja albumu składała się głównie z oryginalnej listy utworów oraz kilku utworów bonusowych.
W dniu 8 listopada 2013 Billboard ogłosił, że album studyjny skrzypaczki miał najlepsze notowanie sprzedaży w ciągu tygodnia, sprzedając 10.000 egzemplarzy rozszerzonej wersji albumu. Płyta osiągnęła na notowaniu Billboard 23 miejsce, przełamując jej ostatni wynik (79 miejsce). Billboard ogłosił również, że jej studyjny album sprzedał się w nakładzie 200.000 egzemplarzy w czasie pomiędzy wydaniem w 2013 roku i publikacją reedycji.

## Lista utworów
| Edycja podstawowa | Edycja podstawowa       | Edycja podstawowa        | Edycja podstawowa |
| Nr                | Tytuł utworu            | Produkcja                | Długość           |
| ----------------- | ----------------------- | ------------------------ | ----------------- |
| 1.                | „Electric Daisy Violin” | Marko G                  | 3:16              |
| 2.                | „Zi-Zi's Journey”       | AFSHeeN                  | 3:17              |
| 3.                | „Crystallize”           | Marko G                  | 4:19              |
| 4.                | „Song Of A Caged Bird”  | Marko G                  | 3:06              |
| 5.                | „Moon Trance”           | FIXYN                    | 3:56              |
| 6.                | „Minimal Beat”          | Marko G                  | 3:36              |
| 7.                | „Transcendence”         | Marko G                  | 3:45              |
| 8.                | „Elements”              | Marko G                  | 4:07              |
| 9.                | „Shadows”               | Marko G                  | 3:44              |
| 10.               | „Spontaneous Me”        | Marko G                  | 3:30              |
| 11.               | „Anti Gravity”          | Marko G                  | 3:57              |
| 12.               | „Stars Align”           | Poet Name Life, Chebacca | 4:50              |
|                   |                         |                          | 45:23             |

| Edycja rozszerzona | Edycja rozszerzona                            | Edycja rozszerzona       | Edycja rozszerzona |
| Nr                 | Tytuł utworu                                  | Produkcja                | Długość            |
| ------------------ | --------------------------------------------- | ------------------------ | ------------------ |
| 1.                 | „Electric Daisy Violin”                       | Marko G                  | 3:16               |
| 2.                 | „Zi-Zi's Journey”                             | AFSHeeN                  | 3:17               |
| 3.                 | „Crystallize”                                 | Marko G                  | 4:19               |
| 4.                 | „Song Of A Caged Bird”                        | Marko G                  | 3:06               |
| 5.                 | „Moon Trance”                                 | FIXYN                    | 3:56               |
| 6.                 | „Minimal Beat”                                | Marko G                  | 3:36               |
| 7.                 | „Transcendence”                               | Marko G                  | 3:45               |
| 8.                 | „Elements”                                    | Marko G                  | 4:07               |
| 9.                 | „Shadows”                                     | Marko G                  | 3:44               |
| 10.                | „Spontaneous Me”                              | Marko G                  | 3:30               |
| 11.                | „Anti Gravity”                                | Marko G                  | 3:57               |
| 12.                | „Stars Align”                                 | Poet Name Life, Chebacca | 4:50               |
| 13.                | „Crystallize (Orchestral Version)”            |                          | 4:35               |
| 14.                | „Transcendence (Orchestral Version)”          |                          | 4:22               |
| 15.                | „Elements (Orchestral Version)”               |                          | 4:08               |
| 16.                | „Crystallize Mashup (Remix by Wild Children)” |                          | 4:47               |
| 17.                | „My Immortal”                                 |                          | 4:11               |
|                    |                                               |                          | 1:07:26            |

## Twórcy
| - Lindsey Stirling – skrzypce, śpiew, producent wykonawczy - AFSHeeN – produkcja muzyczna - Creative Regime – oprawa graficzna - FIXYN – produkcja muzyczna (5) - Marko G – produkcja muzyczna (1, 3, 4, 6–11) | - Devin Graham – zdjęcia - Scott Jarvie – zdjęcia - Poet Name Life – produkcja muzyczna (12) - Chebacca – produkcja muzyczna (12) - Ryan Wyler – producent wykonawcy |

## Listy sprzedaży
| Lista                                | Kraj              | Pozycja | Status                          |
| ------------------------------------ | ----------------- | ------- | ------------------------------- |
| UK Albums Chart                      | Wielka Brytania   | 113     |                                 |
| Billboard 200                        | Stany Zjednoczone | 23      |                                 |
| Billboard Classical Albums           | Stany Zjednoczone | 2       |                                 |
| Billboard US Dance/Electronic Albums | Stany Zjednoczone | 3       |                                 |
| Billboard Independent Albums         | Stany Zjednoczone | 11      |                                 |
| Ultratop                             | Belgia (Flandria) | 121     |                                 |
| Ultratop                             | Belgia (Walonia)  | 123     |                                 |
| Schweizer Hitparade                  | Szwajcaria        | 5       | złota płyta (10 tys. egz.)      |
| Ö3 Austria Top 40                    | Austria           | 1       | platynowa płyta (15 tys. egz.)  |
| SNEP                                 | Francja           | 17      |                                 |
| Media Control Charts                 | Niemcy            | 4       | platynowa płyta (200 tys. egz.) |
| OLiS                                 | Polska            | 10      | złota płyta (10 tys. egz.)      |